# Tabanus nigrifer
Tabanus nigrifer är en tvåvingeart som beskrevs av Walker 1871. Tabanus nigrifer ingår i släktet Tabanus och familjen bromsar. Inga underarter finns listade i Catalogue of Life.